# Apatyty
Apatyty (ros. Апатиты) – miasto w Rosji, w obwodzie murmańskim, nad jeziorem Imandra. Czwarte co do wielkości miasto za północnym kołem biegunowym. Liczy około 53,8 tys. mieszkańców (2021). Tworzy miejski okręg, do którego oprócz miasta wchodzi osiedle Drelich-warga i stacja Chibiny.

## Położenie i komunikacja

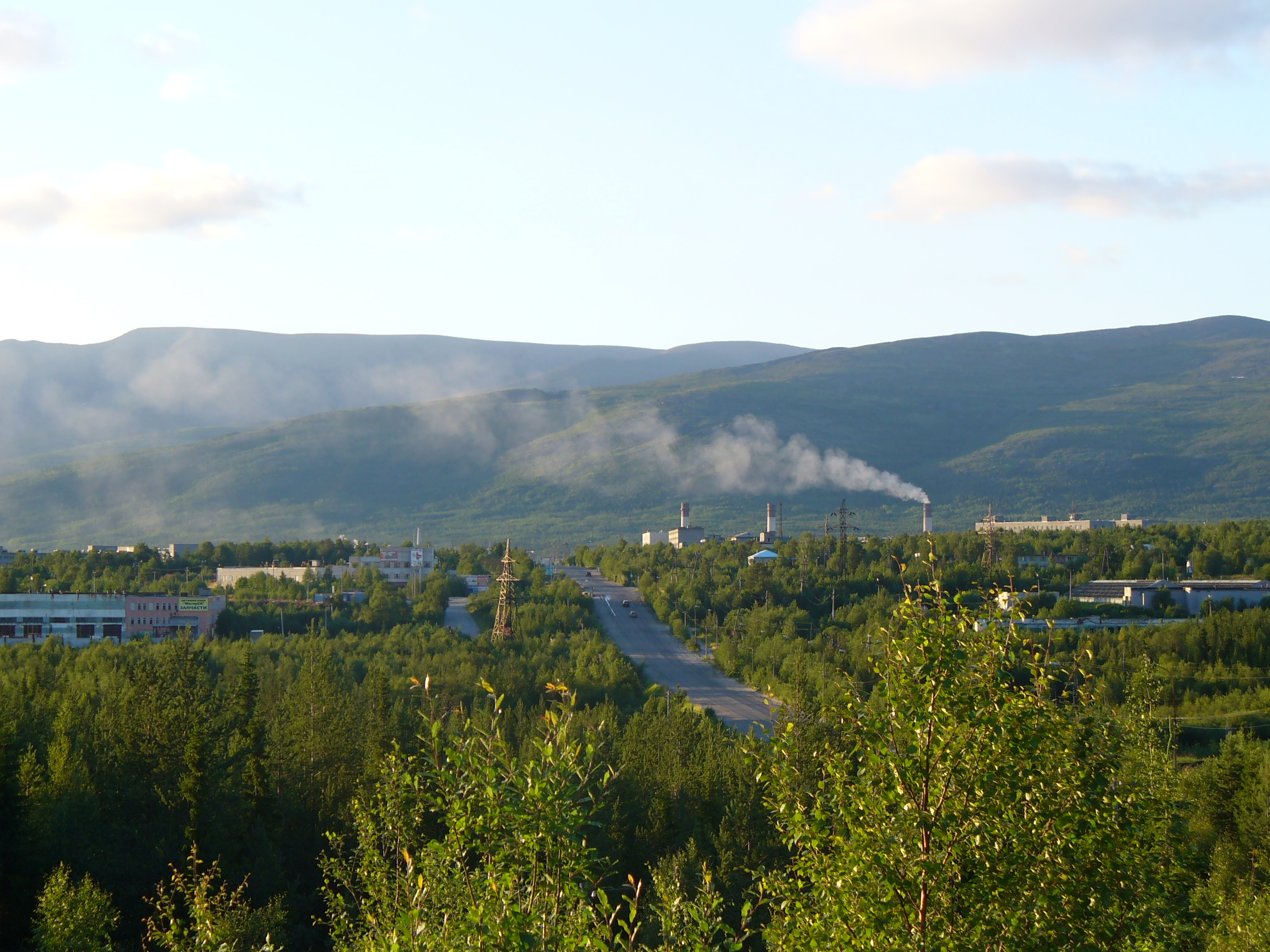
Apatyty na tle Chibin

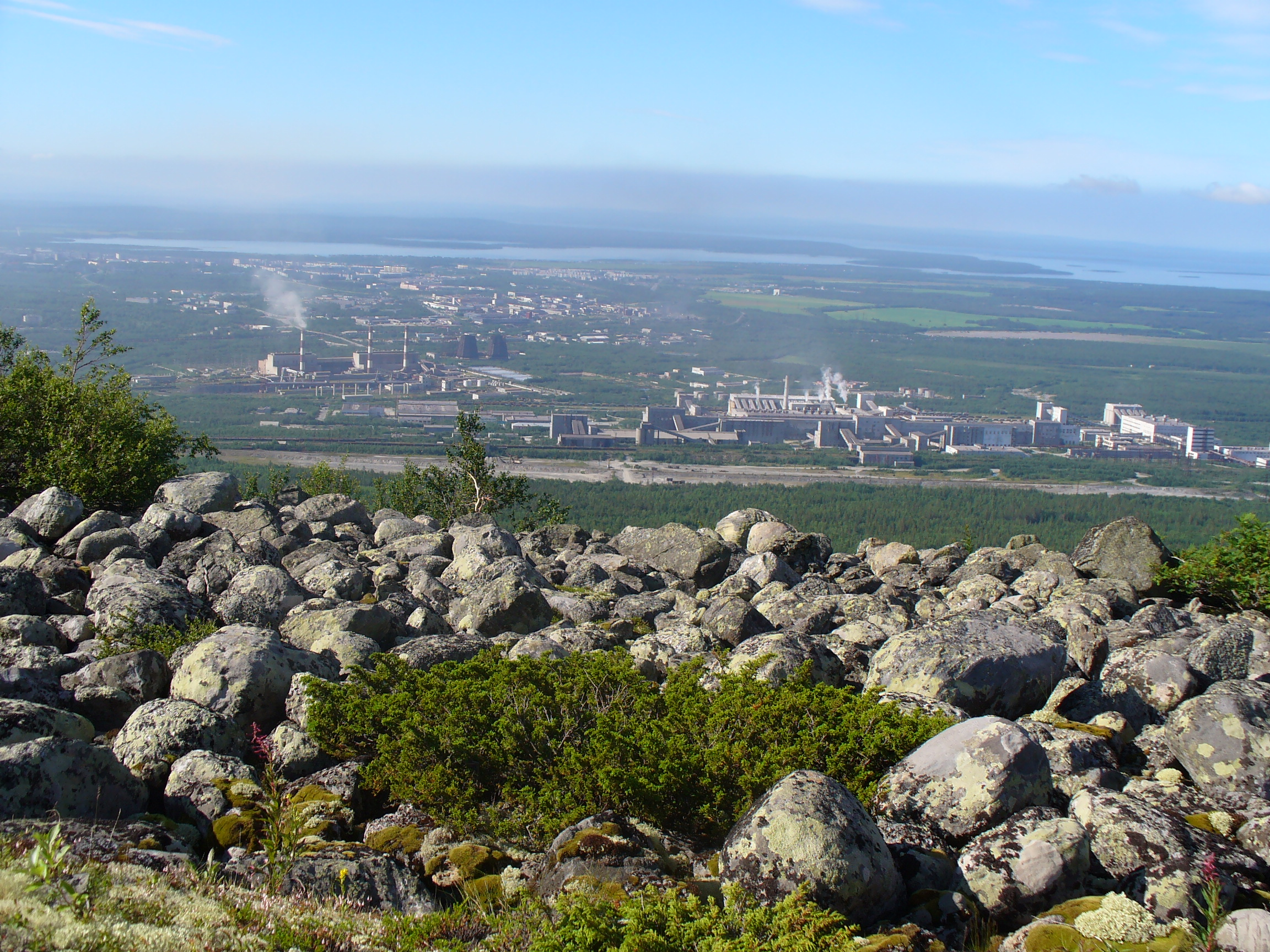
Apatyty - widok z Chibin

Miasto leży na Półwyspie Kolskim, pomiędzy jeziorem Imandra i górskim masywem Chibiny na lewym brzegu rzeczki Biała.
Kolejowa stacja na linii Murmańsk — Biełomorsk (Październikowa kolej).

## Historia
Apatyty powstało w 1935 roku jako osiedle dla pracowników zatrudnionych przy eksploatacji chibińskich złóż rud apatyto-nefelinowych. Do 1926 roku istniało jedynie jako mała stacja kolejowa o nazwie Biała. 

## Gospodarka
W mieście rozwinął się przemysł materiałów budowlanych.

## Nauka
W mieście znajduje się kilka instytutów kolskiej filii Rosyjskiej Akademii Nauk oraz oddział Rosyjskiego Towarzystwa Geograficznego koordynujący prace dotyczące problematyki gospodarczej rosyjskiej północy.
W pobliżu miasta znajduje się Park Narodowy „Chibiny” i Lapoński Rezerwat Biosfery.

## Urodzeni w mieście
- Natalja Piermiakowa (ur. 1970) – białoruska biathlonistka
- Władimir Antipow (ur. 1978) – rosyjski hokeista
- Fiodor Fiodorow (ur. 1986) – rosyjski hokeista

## Miasta partnerskie
- Alta, Norwegia
- Boden, Szwecja
- Keminmaa, Finlandia